# 트리플 엑스 2: 넥스트 레벨
《트리플 엑스 2: 넥스트 레벨》(영어: xXx: State of the Union 또는 xXx: The Next Level)은 2005년 공개된 미국의 액션 영화로, 2002년 영화 《트리플 엑스》의 속편이다.

## 출연

### 주연
- 아이스 큐브

### 조연
- 윌렘 대포
- 스코트 스피드먼
- 피터 스트라우스
- 사무엘 L. 잭슨

## 기타
- 미술: 개빈 보케트
- 특수효과: 스콧 파라
- 의상: 소냐 밀코빅 헤이스
- 배역: 마저리 심킨